# Qualificazioni al campionato mondiale di calcio a 5 2020 - UEFA
Il torneo europeo di qualificazione alla FIFA Futsal World Cup 2021 è stato disputato dalle nazionali europee dal 29 gennaio 2019 al 9 dicembre 2020, e vi hanno partecipato un totale di 48 squadre nazionali, con la Germania, Kosovo e Scozia che per la prima volta partecipano alle qualificazioni mondiali FIFA. Il sorteggio per il turno preliminare e principale si è tenuto il 12 dicembre 2018, presso la sede centrale della UEFA a Nyon, Svizzera.

## Formula e regolamento
Le qualificazioni consistono in quattro fasi:
- Turno preliminare: Le 32 nazionali con il ranking più basso sono sorteggiate in otto gruppi di quattro squadre. Le prime due classificate di ogni girone avanzano al turno principale, dove si uniscono alle 16 nazionali con il miglior ranking.
- Turno principale: Le 32 nazionali rimanenti sono sorteggiate in otto gruppi di quattro squadre. Le prime due classificate di ogni girone avanzano al turno élite.
- Turno élite: Le 16 nazionali rimanenti sono sorteggiate in quattro gruppi di quattro squadre. Le vincitrici di ogni girone si qualificano direttamente al Campionato Mondiale, mentre le seconde classificate avanzano ai play-off.
- Play-off: Le quattro nazionali sono sorteggiate in due scontri ad eliminazione diretta con formula di andata e ritorno. Le due vincitrici si qualificano al Campionato Mondiale.

Le 48 squadre partecipanti sono classificate in base al loro ranking, calcolato in base alle prestazioni nelle seguenti competizioni:
- UEFA Futsal Championship 2016 e qualificazioni
- FIFA Futsal World Cup 2016 e qualificazioni
- UEFA Futsal Championship 2018 e qualificazioni

Il ranking è stato utilizzato anche per il sorteggio dei turni preliminare e principale. Otto squadre sono state pre-selezionate come organizzatrici per il turno preliminare e otto per il turno principale.
Il sorteggio per i turni preliminare e principale si sono tenuti il 12 Dicembre 2018 alle 14:00 CET (UTC+1) nel quartier generale dell'UEFA a Nyon. Il meccanismo del sorteggio è stato il seguente:
- Le 32 nazionali partecipanti al turno preliminare sono state sorteggiate in otto gruppi da quattro squadre, contenenti un team proveniente da ognuna delle quattro fasce di sorteggio. Dapprima sono state sorteggiate le otto squadre organizzatrici (seguendo le rispettive fasce di sorteggio), dopodiché sono state sorteggiate le rimanenti 24 squadre. Non potevano essere sorteggiate nello stesso gruppo le nazionali di Kosovo e Bosnia ed Erzegovina.
- Le 32 nazionali partecipanti al turno principale sono state sorteggiate in otto gruppi da quattro squadre, contenenti un team proveniente da ognuna delle quattro fasce di sorteggio. Dapprima sono state sorteggiate le otto squadre organizzatrici (seguendo le rispettive fasce di sorteggio), dopodiché sono state sorteggiate le rimanenti 24 squadre (l'identità delle squadre provenienti dal turno preliminare non era conosciuta al momento del sorteggio. Non potevano scontrarsi nello stesso gruppo le nazionali di Azerbaigian e Armenia, Spagna e Gibilterra e Bosnia ed Erzegovina o Serbia con Kosovo.

| Rank | Nazionale | Coeff. |
| ---- | --------- | ------ |
| 40   | Lituania  | 0.389  |

| Rank | Association     | Coeff. | Fascia |
| ---- | --------------- | ------ | ------ |
| 1    | Russia          | 10.171 | 1      |
| 2    | Spagna          | 10.022 | 1      |
| 3    | Portogallo (H)  | 9.633  | 1      |
| 4    | Kazakistan      | 9.000  | 1      |
| 5    | Ucraina (H)     | 8.389  | 1      |
| 6    | Azerbaigian (H) | 7.822  | 1      |
| 7    | Italia (H)      | 7.444  | 1      |
| 8    | Serbia          | 6.833  | 1      |
| 9    | Slovenia        | 6.500  | 2      |
| 10   | Croazia (H)     | 4.278  | 2      |
| 11   | Ungheria        | 4.111  | 2      |
| 12   | Rep. Ceca       | 3.611  | 2      |
| 13   | Romania (H)     | 3.500  | 2      |
| 14   | Polonia (H)     | 3.389  | 2      |
| 15   | Francia (H)     | 2.944  | 2      |
| 16   | Slovacchia      | 2.944  | 2      |

| Rank | Association              | Coeff. | Fascia |
| ---- | ------------------------ | ------ | ------ |
| 17   | Bielorussia (H)          | 2.889  | 1      |
| 18   | Paesi Bassi              | 2.278  | 1      |
| 19   | Bosnia ed Erzegovina (H) | 2.222  | 1      |
| 20   | Belgio                   | 2.111  | 1      |
| 21   | Georgia (H)              | 2.056  | 1      |
| 22   | Macedonia del Nord (H)   | 2.000  | 1      |
| 23   | Finlandia                | 1.694  | 1      |
| 24   | Lettonia (H)             | 1.222  | 1      |
| 25   | Turchia                  | 1.222  | 2      |
| 26   | Moldavia (H)             | 0.833  | 2      |
| 27   | Inghilterra              | 0.833  | 2      |
| 28   | Albania                  | 0.778  | 2      |
| 29   | Svezia (H)               | 0.778  | 2      |
| 30   | Montenegro               | 0.722  | 2      |
| 31   | Danimarca                | 0.722  | 2      |
| 32   | Norvegia                 | 0.722  | 2      |
| 33   | Kosovo                   | 0.667  | 3      |
| 34   | Svizzera                 | 0.583  | 3      |
| 35   | Bulgaria (H)             | 0.556  | 3      |
| 36   | Armenia                  | 0.500  | 3      |
| 37   | Grecia                   | 0.500  | 3      |
| 38   | Germania                 | 0.500  | 3      |
| 39   | Galles                   | 0.389  | 3      |
| 41   | Cipro                    | 0.389  | 3      |
| 42   | Israele                  | 0.278  | 4      |
| 43   | Andorra                  | 0.222  | 4      |
| 44   | Estonia                  | 0.111  | 4      |
| 45   | Malta                    | 0.000  | 4      |
| 46   | Gibilterra               | 0.000  | 4      |
| 47   | San Marino               | 0.000  | 4      |
| 48   | Scozia                   | 0.000  | 4      |
| (NR) | Irlanda del Nord         | 0.000  | 4      |

Notes
- Squadre qualificate al campionato mondiale.
- (NR) – No ranking
- (H):  Squadre pre-selezionate come organizzatrici

| Austria       | Fær Øer     | Islanda |
| Liechtenstein | Lussemburgo | Irlanda |

### Criteri di classifica
Nei turni preliminare, principale ed élite sono previsti dei gironi all'italiana con partite di sola andata in casa della squadra organizzatrice.
Le squadre sono classificate in base ai punti ottenuti (3 per la vittoria, 1 per il pareggio, 0 per la sconfitta) e, in caso di parità di punti, secondo i seguenti criteri di classifica, applicati nell'ordine seguente:
1. Punti ottenuti negli scontri diretti;
2. Differenza reti negli scontri diretti;
3. Reti segnate negli scontri diretti;
4. Se più di due squadre sono in parità e applicando i criteri precedenti la parità persiste ancora fra alcune delle squadre, i criteri precedenti vengono riapplicati esclusivamente fra queste ultime squadre;
5. Differenza reti in tutte le gare;
6. Reti segnate in tutte le gare;
7. Calci di rigore, utilizzati se due squadre hanno lo stesso numero di punti, si incontrano all'ultima giornata e sono pari in tutti i criteri precedenti (non applicato se la parità riguarda più di due squadre o se la loro classifica non è rilevante ai fini della qualificazione;
8. Minor numero di punti disciplinari (3 punti per l'espulsione diretta, 1 punto per l'ammonizione, 3 punti per l'espulsione per somma di ammonizioni;
9. Ranking UEFA per club;
10. Sorteggio.

Nei play-off viene dichiarata vincitrice la squadra che segna più gol fra le due partite. Se il numero di reti segnate è lo stesso si applica la regola dei gol fuori casa. Se anche questi sono pari vengono giocati due tempi supplementari di 5 minuti, al termine dei quali viene dichiarata vincitrice la squadra che segna il maggior numero di gol (anche nei supplementari vale la regola dei gol fuori casa). Se non vengono segnate reti nei tempi supplementari si procede con i calci di rigore.

## Date e programma
| Turno             | Sorteggio        | Date                                                              |
| ----------------- | ---------------- | ----------------------------------------------------------------- |
| Turno preliminare | 12 dicembre 2018 | 29 gennaio – 3 febbraio 2019                                      |
| Turno principale  | 12 dicembre 2018 | 22 – 27 ottobre 2019                                              |
| Turno élite       | 7 novembre 2019  | 27 gennaio – 5 febbraio 2020                                      |
| Play-off          | 7 novembre 2019  | 6 novembre – 9 dicembre 2020 (originariamente 9 e 12 aprile 2020) |

Nei turni preliminare, principale ed élite, il programma dei gruppi è il seguente, con un giorno di riposo tra la seconda e la terza giornata dei gironi da 4 squadre (Regulations Articles 18.04, 18.05 and 18.06):
Nota: Per il programma la squadra organizzatrice è considerata la squadra 1, le altre sono classificate come squadra 2, 3 e 4 a seconda del loro ranking.
| Giornata   | Partite (4 squadre) | Partite (3 squadre) |
| ---------- | ------------------- | ------------------- |
| Giornata 1 | 2 v 4, 1 v 3        | 1 v 3               |
| Giornata 2 | 3 v 2, 1 v 4        | 3 v 2               |
| Giornata 3 | 4 v 3, 2 v 1        | 2 v 1               |

## Turno preliminare
Le prime due classificate di ogni girone hanno raggiunto le prime 16 squadre del ranking al turno principale.
Gli orari sono CET (UTC+1), come indicato dalla UEFA. Gli orari locali, se differenti, sono indicati tra parentesi.
(H) indica la squadra ospitante.

### Gruppo A
| Squadra      | P.ti | G | V | N | P | GF | GS | DR  |
| ------------ | ---- | - | - | - | - | -- | -- | --- |
| Lettonia (H) | 7    | 3 | 2 | 1 | 0 | 12 | 1  | +11 |
| Inghilterra  | 6    | 3 | 2 | 0 | 1 | 10 | 8  | +2  |
| Cipro        | 4    | 3 | 1 | 1 | 1 | 15 | 5  | +10 |
| Gibilterra   | 0    | 3 | 0 | 0 | 3 | 1  | 24 | -23 |

| Arbitri: | Lukáš Peško Jacob Pawlowski Besart Ismajli |

|                                                               |           |                |
| Medina 2'20'’ Ward 14'37'’ (rig.), 39'59'’ Palfreeman 32'05'’ | Marcatori | 17'12'’ Parker |

| Jelgava 30 gennaio 2019, ore 20:30 (19:30 EET) | Lettonia                                         | 0 – 0 referto | Cipro | Zemgales Olympic Centre\| Arbitri: \| Kirill Naishouler Besart Ismajli Jacob Pawlowski \| |
| Arbitri:                                       | Kirill Naishouler Besart Ismajli Jacob Pawlowski |               |       |                                                                                           |

| Arbitri: | Besart Ismajli Lukáš Peško Kirill Naishouler |

|                                                            |           |                                                                       |
| Chadjigeorgiou 6'11'’, 13'02'’, 31'25'’ Perikleous 22'06'’ | Marcatori | 4'04'’ Reed 4'24'’ Rexha 14'43'’ Wallace 22'30'’ Bettson 39'51'’ Ward |

| Arbitri: | Jacob Pawlowski Kirill Naishouler Lukáš Peško |

| |           |  |
| Matjušenko 2'01'’, 25'45'’, 31'44'’ Pastars 11'09'’ Koļesņikovs 19'09'’, 22'44'’ Avanesovs 24'28'’ Kuļešovs 25'03'’ A. Rodríguez 27'01'’ (aut.) | Marcatori |  |

| Arbitri: | Lukáš Peško Besart Ismajli Jacob Pawlowski |

|  |           | |
|  | Marcatori | 4'03'’, 30'42'’ Omirou 4'48'’, 28'15'’ Iōannou 7'06'’, 23'57'’, 26'02'’ Perikleous 15'27'’ Zantis 22'32'’ Pereira 25'22'’ Chadjigeorgiou 29'11'’ Kouloumbris |

| Arbitri: | Kirill Naishouler Jacob Pawlowski Besart Ismajli |

|              |           |                                                |
| Ward 39'39'’ | Marcatori | 1'32'’ Koļesņikovs 34'52'’, 39'59'’ Rožkovskis |

### Gruppo B
| Squadra         | P.ti | G | V | N | P | GF | GS | DR  |
| --------------- | ---- | - | - | - | - | -- | -- | --- |
| Bielorussia (H) | 9    | 3 | 3 | 0 | 0 | 17 | 1  | +16 |
| Kosovo          | 6    | 3 | 2 | 0 | 1 | 10 | 9  | +1  |
| Norvegia        | 3    | 3 | 1 | 0 | 2 | 7  | 15 | -8  |
| Andorra         | 0    | 3 | 0 | 0 | 3 | 6  | 15 | -9  |

| Arbitri: | Victor Berg-Audic Shota Kukhilava Eduards Fatkuļins |

|                                                                |           |                                             |
| Moen 15'41'’, 27'14'’ Schjetne 21'24'’ Wiseth 22'28'’, 37'33'’ | Marcatori | 14'22'’ Debboun 20'00'’, 39'36'’ Dos Santos |

| Arbitri: | Daniel Matkovic Eduards Fatkuļins Shota Kukhilava |

| |           |  |
| Olshevski 6'41'’ Rukovci 8'27'’ (aut.) Scherbich 10'16'’ (t.l.) Zhigalko 21'10'’ Goli 25'24'’ (aut.) | Marcatori |  |

| Arbitri: | Eduards Fatkuļins Victor Berg-Audic Daniel Matkovic |

|                                                                      |           |                |
| Rukovci 3'05'’ Alaj 18'58'’, 22'07'’, 34'35'’ (rig.) Topilla 37'20'’ | Marcatori | 33'21'’ Wiseth |

| Arbitri: | Shota Kukhilava Daniel Matkovic Victor Berg-Audic |

|                                                                               |           |  |
| Gorbenko 1'46'’ Lazyuk 4'32'’ Scherbich 5'12'’ Selyuk 5'58'’ Chibisov 14'55'’ | Marcatori |  |

| Arbitri: | Eduards Fatkuļins Shota Kukhilava Daniel Matkovic |

|                                            |           |                                                                       |
| O. Rodríguez 3'09'’ Pérez 35'11'’, 39'27'’ | Marcatori | 5'00'’, 28'20'’, 32'29'’ (rig.) Alaj 10'37'’ Gjinovci 24'25'’ Topilla |

| Arbitri: | Victor Berg-Audic Daniel Matkovic Eduards Fatkuļins |

|             |           | |
| Moen 8'53'’ | Marcatori | 2'23'’ Gusakov 11'56'’ Scherbich 25'18'’ Selyuk 28'31'’ (aut.) Rogstad Kvalvær 30'03'’ Gorbenko 37'47'’ Los 39'24'’ Shimanovski |

### Gruppo C
| Squadra                | P.ti | G | V | N | P | GF | GS | DR  |
| ---------------------- | ---- | - | - | - | - | -- | -- | --- |
| Macedonia del Nord (H) | 9    | 3 | 3 | 0 | 0 | 15 | 5  | +10 |
| Albania                | 6    | 3 | 2 | 0 | 1 | 12 | 6  | +6  |
| Grecia                 | 3    | 3 | 1 | 0 | 2 | 9  | 11 | -2  |
| San Marino             | 0    | 3 | 0 | 0 | 3 | 1  | 15 | -14 |

| Arbitri: | Moshe Bohbot Grigori Ošomkov Viktor Bugenko |

|                                                                              |           |  |
| Selmanaj 10'46'’ Alibegu 11'45'’ Alimi 13'07'’ Kaca 29'03'’ Rexhepaj 36'20'’ | Marcatori |  |

| Arbitri: | Dario Pezzuto Viktor Bugenko Grigori Ošomkov |

|                                                                       |           |                                                        |
| Andov 2'58'’ Ziberi 9'39'’ Leveski 15'29'’ Krstevski 38'01'’, 39'55'’ | Marcatori | 29'53'’ Stavrakopoulos 31'57'’ (rig.), 35'12'’ Ntarlas |

| Arbitri: | Grigori Ošomkov Dario Pezzuto Moshe Bohbot |

|                                                               |           |                                                                      |
| Papaefstratiou 24'14'’ Kondylatos 27'09'’ Gkaifyllias 36'51'’ | Marcatori | 1'05'’ Halimi 2'24'’ Mejzini 15'06'’ Alimi 27'40'’, 37'53'’ Selmanaj |

| Arbitri: | Viktor Bugenko Moshe Bohbot Dario Pezzuto |

| |           |  |
| Ziberi 1'55'’ Krstevski 2'36'’ Gligorov 4'22'’ Seferi 6'31'’ Andov 13'55'’ Leovski 21'31'’ Leveski 26'01'’ | Marcatori |  |

| Arbitri: | Grigori Ošomkov Viktor Bugenko Moshe Bohbot |

|                 |           |                                                       |
| Moretti 20'23'’ | Marcatori | 16'37'’ Artinos 18'14'’ Kondylatos 26'30'’ Delaportas |

| Arbitri: | Dario Pezzuto Moshe Bohbot Viktor Bugenko |

|                              |           |                                        |
| Rexhepaj 5'08'’ Kaca 12'09'’ | Marcatori | 0'14'’, 23'22'’ Ziberi 24'38'’ Ismaili |

### Gruppo D
| Squadra     | P.ti | G | V | N | P | GF | GS | DR  |
| ----------- | ---- | - | - | - | - | -- | -- | --- |
| Georgia (H) | 9    | 3 | 3 | 0 | 0 | 18 | 3  | +15 |
| Germania    | 4    | 3 | 1 | 1 | 1 | 8  | 9  | -1  |
| Israele     | 2    | 3 | 0 | 2 | 1 | 3  | 10 | -7  |
| Danimarca   | 1    | 3 | 0 | 1 | 2 | 5  | 12 | -7  |

| Arbitri: | Fredric Nilholt Slawomir Steczko Kaloyan Kirilov |

|                          |           |                |
| Jørgensen 37'30'’ (t.l.) | Marcatori | 37'51'’ Jubran |

| Arbitri: | Vladimir Kadykov Kaloyan Kirilov Slawomir Steczko |

|                                                                                           |           |               |
| Roninho 10'10'’ (rig.) Sözer 10'23'’ (aut.) Saiotti 16'02’, 32'02'’ Sebiskveradze 31'34'’ | Marcatori | 38'47'’ Erdem |

| Arbitri: | Slawomir Steczko Vladimir Kadykov Fredric Nilholt |

|                                                            |           |                            |
| Erdem 7'34'’, 8'16'’ Sözer 26'45'’, 37'24'’ Heinze 34'46'’ | Marcatori | 18'12'’, 20'27'’ Jørgensen |

| Arbitri: | Viktor Bugenko Moshe Bohbot Dario Pezzuto |

| |           |  |
| Thales 3'13'’, 8'30'’, 10'00'’ Tophuria 5'05'’ Fumasa 8'44'’ Nikvashvili 23'36'’ Jvarasvhili 35'46'’ | Marcatori |  |

| Arbitri: | Fredric Nilholt Kaloyan Kirilov Slawomir Steczko |

|                                     |           |                               |
| T. Shkolnik 0'52'’ Diedunov 27'01'’ | Marcatori | 21'41'’ Heinze 39'51'’ Wittig |

| Arbitri: | Vladimir Kadykov Slawomir Steczko Kaloyan Kirilov |

|                                  |           |                                                                                          |
| Larsen 35'30'’ Jørgensen 38'36'’ | Marcatori | 27'22'’ Roninho 29'17'’, 38'07'’ Kekelia 30'12'’ Tophuria 30'43'’ Saiotti 33'40'’ Thales |

### Gruppo E
| Squadra    | P.ti | G | V | N | P | GF | GS | DR  |
| ---------- | ---- | - | - | - | - | -- | -- | --- |
| Belgio     | 9    | 3 | 3 | 0 | 0 | 26 | 7  | +19 |
| Svezia (H) | 6    | 3 | 2 | 0 | 1 | 13 | 10 | +3  |
| Armenia    | 3    | 3 | 1 | 0 | 2 | 6  | 10 | -4  |
| Malta      | 0    | 3 | 0 | 0 | 3 | 2  | 20 | -18 |

| Arbitri: | Alessandro Malfer Alem Bajrovic Jochem van Dijke |

| |           |  |
| Diniz 4'57'’, 25'51’ Ndjeka 11'53'’ Ouadi 14'32'’, 28'04'’ Sababti 15'32'’ Chaibai 18'27'’, 39'13'’ Zammit 23'45'’ (aut.) Dujacquier 29'55'’ Adnane 30'35'’ Cordier 34'54'’ | Marcatori |  |

| Arbitri: | Hennadiy Hora Jochem van Dijke Alem Bajrovic |

|                                         |           |                  |
| Legiec 14'04'’, 15'20'’ Kadivar 24'54'’ | Marcatori | 19'04'’ Galstyan |

| Arbitri: | Jochem van Dijke Alessandro Malfer Hennadiy Hora |

|                                   |           |                                                                                                   |
| Uzunyan 26'28'’ Mkrtchyan 31'42'’ | Marcatori | 7'22'’, 15'39'’ Leo 22'36'’ (aut.) Karapetyan 30'06'’ (rig.) Chaibai 31'08'’ Adnane 36'45'’ Diniz |

| Arbitri: | Alem Bajrovic Hennadiy Hora Alessandro Malfer |

|                                                                                |           |                |
| Smajlovic 2'25'’ Atai Najafi 3'49'’, 33'53'’ Zhubi 5'50'’ Nima Kadivar 39'51'’ | Marcatori | 28'16'’ Zammit |

| Arbitri: | Alem Bajrovic Jochem van Dijke Hennadiy Hora |

|                 |           |                                                    |
| Mangion 20'57'’ | Marcatori | 2'30'’ Galstyan 6'12'’ Margaryan 26'28'’ Mkrtchyan |

| Arbitri: | Alessandro Malfer Hennadiy Hora Jochem van Dijke |

|                                                                                                   |           |                                                                       |
| Dujacquier 6'49'’, 35'45'’, 38'05'’ Diniz 9'18'’, 31'48'’ Sababti 19'53'’, 21'00'’ Adnane 20'27'’ | Marcatori | 0'12'’, 4'03'’ Zhubi 11'25'’ Hiseni 24'38'’ Legiec 37'25'’ Söderqvist |

### Gruppo F
| Squadra                  | P.ti | G | V | N | P | GF | GS | DR  |
| ------------------------ | ---- | - | - | - | - | -- | -- | --- |
| Bosnia ed Erzegovina (H) | 9    | 3 | 3 | 0 | 0 | 24 | 4  | +20 |
| Svizzera                 | 6    | 3 | 2 | 0 | 1 | 8  | 10 | -2  |
| Turchia                  | 3    | 3 | 1 | 0 | 2 | 8  | 13 | -5  |
| Scozia                   | 0    | 3 | 0 | 0 | 3 | 5  | 18 | -13 |

| Arbitri: | Alejandro Martinez Flores Maksim Dzeikala Vlad Nicolae Ciobanu |

| |           |                      |
| Kahvedžić 4'12'’, 11'18'’, 20'15'’ Bošković 16'45'’ Galić 26'13'’ Radmilović 30'34'’ Jelić 36'58'’ | Marcatori | 9'39'’ Marcoyannakis |

| Arbitri: | Stefan Vrijens Vlad Nicolae Ciobanu Maksim Dzeikala |

|                                                        |           |                                       |
| Ugurlu 2'45'’, 19'21'’ Özdemir 10'07'’ Altunay 29'25'’ | Marcatori | 7'40'’, 30'12'’ McLaren 25'43'’ Yates |

| Arbitri: | Vlad Nicolae Ciobanu Alejandro Martinez Flores Stefan Vrijens |

|                                      |           |                               |
| Facchinetti 8'38'’, 12'31'’, 28'49'’ | Marcatori | 11'38'’ Özkan 14'23'’ Altunay |

| Arbitri: | Maksim Dzeikala Stefan Vrijens Alejandro Martinez Flores |

| |           |                  |
| Aladžić 4'26'’, 11'25'’, 22'33'’ S. Ivanković 6'44'’ Pavlović 12'04'’ Jelić 20'17'’ Radmilović 21'48'’, 31'04'’, 37'20'’, 37'52'’ | Marcatori | 27'39'’ Steedman |

| Arbitri: | Maksim Dzeikala Vlad Nicolae Ciobanu Alejandro Martinez Flores |

|               |           |                                                                                  |
| Smith 38'08'’ | Marcatori | 0'57'’ Marcoyannakis 11'13'’ (rig.) Facchinetti 17'22'’ Buckson 17'58'’ J. Huber |

| Arbitri: | Alejandro Martinez Flores Stefan Vrijens Maksim Dzeikala |

|                           |           |                                                                                              |
| Özkan 29'09'’ Şen 36'30'’ | Marcatori | 4'41'’, 19'20'’, 32'55'’ Kahvedžić 22'11'’, 23'02'’ Radmilović 26'16'’ Jelić 31'19'’ Aladžić |

### Gruppo G
| Squadra      | P.ti | G | V | N | P | GF | GS | DR  |
| ------------ | ---- | - | - | - | - | -- | -- | --- |
| Paesi Bassi  | 9    | 3 | 3 | 0 | 0 | 14 | 4  | +10 |
| Montenegro   | 4    | 3 | 1 | 1 | 1 | 7  | 5  | +2  |
| Bulgaria (H) | 4    | 3 | 1 | 1 | 1 | 5  | 9  | -4  |
| Estonia      | 0    | 3 | 0 | 0 | 3 | 3  | 11 | -8  |

| Arbitri: | Costas Nicolaou Hikmat Qafarli Daniele D'Adamo |

|                  |           |                          |
| Tsvetanov 8'12'’ | Marcatori | 13'15'’ (aut.) Tsvetanov |

| Arbitri: | Javier Moreno Daniele D'Adamo Hikmat Qafarli |

|                                                     |           |                 |
| Velseboer 6'01'’, 34'28'’, 36'09'’ Zerouali 24'05'’ | Marcatori | 5'35'’ Ed. Stüf |

| Arbitri: | Daniele D'Adamo Costas Nicolaou Javier Moreno |

|                                            |           |                               |
| Baharov 27'08'’ Tsvetanov 32'19'’, 38'49'’ | Marcatori | 5'51'’ Titenok 30'37'’ Kostin |

| Arbitri: | Hikmat Qafarli Javier Moreno Costas Nicolaou |

|                                     |           |                                                              |
| Bajović 20'15'’ Jakovljević 36'01'’ | Marcatori | 5'33'’, 12'56'’ Velseboer 32'07'’ St Juste 33'59'’ Bouzambou |

| Arbitri: | Daniele D'Adamo Hikmat Qafarli Costas Nicolaou |

|  |           |                                                                  |
|  | Marcatori | 20'13'’ Mugoša 25'12'’ Obradović 31'47'’ Barović 33'15'’ Ćorović |

| Arbitri: | Javier Moreno Costas Nicolaou Daniele D'Adamo |

|                                                                                                 |           |                  |
| Bouzambou 4'07'’, 16'59'’ (rig.) St Juste 5'01’, 36'31'’ Velseboer 19'00'’ Bouraaraassi 36'54'’ | Marcatori | 26'43'’ Nestorov |

### Gruppo H
| Squadra          | P.ti | G | V | N | P | GF | GS | DR  |
| ---------------- | ---- | - | - | - | - | -- | -- | --- |
| Moldavia (H)     | 9    | 3 | 3 | 0 | 0 | 23 | 8  | +15 |
| Finlandia        | 6    | 3 | 2 | 0 | 1 | 17 | 3  | +14 |
| Galles           | 3    | 3 | 1 | 0 | 2 | 7  | 17 | -10 |
| Irlanda del Nord | 0    | 3 | 0 | 0 | 3 | 6  | 25 | -19 |

| Arbitri: | Grigori Zelentsov Dejan Veselic Norbert Szilágyi |

| |           |                                                        |
| Obadă 13'38’, 20'21'’, 39'59'’ Munteanu 22'15'’ Laşcu 25'04'’ Negara 26'50'’ Sergiu Tacot 28'57'’ Ion Anton 38'20'’ | Marcatori | 10'44'’ Hugh 30'33'’ Arsan 38'02'’ Davies 38'54'’ Orme |

| Arbitri: | Josip Barton Norbert Szilágyi Dejan Veselic |

| |           |                |
| Korpela 1'45'’, 34'49'’ Junno 6'47'’ Korsunov 7'39'’ Autio 19'47'’ J. Kytölä 28'30'’, 34'11'’ Hosio 30'44'’ Gunn 31'20'’ (aut.) | Marcatori | 12'23'’ Millar |

| Arbitri: | Dejan Veselic Josip Barton Grigori Zelentsov |

|  |           | |
|  | Marcatori | 8'00'’ Kylmälä 17'16'’ Autio 22'57'’ Korpela 27'06'’ Korsunov 27'55'’ Hosio 32'38'’ J. Kytölä 36'20'’ Jyrkiäinen |

| Arbitri: | Norbert Szilágyi Grigori Zelentsov Josip Barton |

| |           |                                     |
| Tacot 1'52'’, 12'20'’, 38'26'’ Obadă 2'31'’, 8'13'’, 33'04'’ Negara 14'22'’, 39'28'’ Nicolaiciuc 14'41'’, 29'45'’, 36'34'’ Laşcu 19'59'’ (rig.), 22'22'’ | Marcatori | 4'09'’ Gunn 29'52'’, 39'57'’ Millar |

| Arbitri: | Norbert Szilágyi Josip Barton Grigori Zelentsov |

|                                   |           |                                             |
| Glenholmes 12'37'’ Gibson 38'06'’ | Marcatori | 1'38'’ Arsan 31'12'’ Hugh 35'04'’ Pritchard |

| Arbitri: | Dejan Veselic Grigori Zelentsov Josip Barton |

|                    |           |                            |
| Jyrkiäinen 22'54'’ | Marcatori | 9'24'’ Laşcu 22'10'’ Tacot |

## Turno principale
Le prime due classificate di ogni girone avanzano al Turno élite.
Gli orari delle partite fino al 26 ottobre sono CEST (UTC+2), quelli delle partite successive sono CET (UTC+1) come indicato dalla UEFA. Gli orari locali, se differenti, sono indicati tra parentesi.
(H) indica la squadra ospitante.

### Gruppo 1
| Squadra     | P.ti | G | V | N | P | GF | GS | DR |
| ----------- | ---- | - | - | - | - | -- | -- | -- |
| Spagna      | 9    | 3 | 3 | 0 | 0 | 11 | 4  | +7 |
| Finlandia   | 6    | 3 | 2 | 0 | 1 | 8  | 7  | +1 |
| Georgia     | 3    | 3 | 1 | 0 | 2 | 7  | 10 | -3 |
| Polonia (H) | 0    | 3 | 0 | 0 | 3 | 4  | 9  | -5 |

| Arbitri: | Dario Pezzuto Cédric Pelissier Farik Keco |

|                                                       |           |              |
| Usín 14'05'’ Campos 17'32'’ Boyis 18'33'’ Gil 26'04'’ | Marcatori | 3'09'’ Autio |

| Arbitri: | Josip Barton Farik Keco Cédric Pelissier |

|                                         |           |                                              |
| Łopuch 11'56'’ Zastawnik 15'30'’ (rig.) | Marcatori | 8'12'’, 23'00'’ (rig.) Thales 21'50'’ Fumasa |

| Arbitri: | Farik Keco Josip Barton Dario Pezzuto |

|                                     |           |                                               |
| Sebiskveradze 30'33'’ Todua 32'07'’ | Marcatori | 12'53'’ Aguilera 25'17'’ Campos 36'32'’ Tolrà |

| Arbitri: | Cédric Pelissier Dario Pezzuto Josip Barton |

|                  |           |                                 |
| Leszczak 27'56'’ | Marcatori | 30'44'’ Hosio 33'03'’ J. Kytölä |

| Arbitri: | Cédric Pelissier Josip Barton Farik Keco |

|                                                                                                 |           |                                |
| Jyrkiäinen 8'56'’ Tophuria 18'53'’ (aut.) Hosio 35'36'’ Autio 38'25'’ (t.l.) Savolainen 39'17'’ | Marcatori | 11'38'’, 26'41'’ Sebiskveradze |

| Arbitri: | Dario Pezzuto Farik Keco Josip Barton |

|                                                 |           |                  |
| Lin 7'25'’, 21'13'’ Solano 17'43'’ Bebe 24'51'’ | Marcatori | 5'20'’ Zastawnik |

### Gruppo 2
Nota: l'Ucraina era stata inizialmente selezionata come nazionale ospitante
| Squadra                | P.ti | G | V | N | P | GF | GS | DR  |
| ---------------------- | ---- | - | - | - | - | -- | -- | --- |
| Slovenia               | 7    | 3 | 2 | 1 | 0 | 15 | 4  | +11 |
| Ucraina                | 7    | 3 | 2 | 1 | 0 | 14 | 4  | +10 |
| Kosovo                 | 3    | 3 | 1 | 0 | 2 | 9  | 19 | -10 |
| Macedonia del Nord (H) | 0    | 3 | 0 | 0 | 3 | 7  | 18 | -11 |

| Arbitri: | Marc Birkett Julien Lang Daniel Matkovic |

| |           |                 |
| Fareniuk 11'53'’ Šoturma 17'20'’ Sorokin 22'41'’, 27'38'’, 32'08'’ Zvaryč 24'36'’ Korolyshyn 33'10'’ | Marcatori | 11'12'’ Rukovci |

| Arbitri: | Gerd Bylois Daniel Matkovic Julien Lang |

|                 |           |                                                                                                 |
| Micevski 7'08'’ | Marcatori | 12'51'’ Osredkar 13'41'’ Zajc 20'32'’ Čujec 23'20'’ Fideršek 30'46'’ (t.l.), 33'39'’ (t.l.) Čeh |

| Arbitri: | Daniel Matkovic Marc Birkett Gerd Bylois |

|                                                                                 |           | |
| Krstevski 3'28'’ Ismaili 15'25'’ Ziberi 21'01'’ Agushi 25'45'’ Micevski 27'29'’ | Marcatori | 1'35'’ Rukovci 3'56'’ Maxharraj 12'04'’ Alaj 19'58'’, 38'43'’ Qerimi 33'16'’ Prenqi 39'16'’ Topilla |

| Arbitri: | Julien Lang Gerd Bylois Marc Birkett |

|                                 |           |                                         |
| Čujec 16'58'’ R. Mordej 33'11'’ | Marcatori | 21'28'’ Šoturma 29'52'’ (rig.) Mykytiuk |

| Arbitri: | Gerd Bylois Marc Birkett Daniel Matkovic |

|                                                                          |           |                 |
| Mykytiuk 5'05'’, 19'41'’ Razuvanov 6'24'’ Zvaryč 8'58'’ Malyshko 30'01'’ | Marcatori | 33'56'’ Leveski |

| Arbitri: | Julien Lang Daniel Matkovic Marc Birkett |

|                  |           | |
| Maxharraj 3'33'’ | Marcatori | 18'38'’, 27'25'’ Osredkar 23'00'’, 36'00'’ Čujec 25'23'’ R. Mordej 34'20'’ (t.l.) Čeh 39'11'’ Turk |

### Gruppo 3
| Squadra         | P.ti | G | V | N | P | GF | GS | DR |
| --------------- | ---- | - | - | - | - | -- | -- | -- |
| Azerbaigian (H) | 9    | 3 | 3 | 0 | 0 | 8  | 3  | +5 |
| Slovacchia      | 6    | 3 | 2 | 0 | 1 | 12 | 6  | +6 |
| Montenegro      | 3    | 3 | 1 | 0 | 2 | 6  | 11 | -5 |
| Moldavia        | 0    | 3 | 0 | 0 | 3 | 8  | 14 | -6 |

| Arbitri: | Miguel Castilho Ingo Heemsoth Ingus Puriņš |

|                                                                    |           |  |
| Kozár 4'01'’ Rafaj 22'20'’ Drahovský 33'45'’, 39'59'’ Rick 39'22'’ | Marcatori |  |

| Arbitri: | Ondřej Černý Ingus Puriņš Ingo Heemsoth |

|                                           |           |              |
| Bolinha 11'38'’, 34'40'’ Vassoura 32'49'’ | Marcatori | 7'15'’ Laşcu |

| Arbitri: | Ingus Puriņš Miguel Castilho Ondřej Černý |

|                                                          |           |                                                                                                 |
| Doša 7'37'’ (aut.) Tacot 14'25'’ Negara 30'17'’, 35'46'’ | Marcatori | 9'25'’ Směřička 10'17'’, 12'25'’, 23'56'’ Drahovský 25'34'’ Kyjovský 27'54'’ Rick 31'38'’ Kozár |

| Arbitri: | Ingo Heemsoth Ondřej Černý Miguel Castilho |

|                                                 |           |                                   |
| Bolinha 4'09'’ Çovdarov 21'49'’ Shojaei 33'33'’ | Marcatori | 7'15'’ Perošević 9'22'’ Obradović |

| Arbitri: | Miguel Castilho Ingo Heemsoth Ingus Puriņš |

|                                                                  |           |                                             |
| Ćorović 3'00'’, 34'04'’ Vuletic 25'52'’ Ţîmbalist 38'04'’ (aut.) | Marcatori | 7'50'’ Negara 9'27'’ Obadă 35'07'’ Burdujel |

| Arbitri: | Ondřej Černý Ingus Puriņš Ingo Heemsoth |

|  |           |                                  |
|  | Marcatori | 29'21'’ Bolinha 34'38'’ Vassoura |

### Gruppo 4
| Squadra     | P.ti | G | V | N | P | GF | GS | DR |
| ----------- | ---- | - | - | - | - | -- | -- | -- |
| Italia (H)  | 7    | 3 | 2 | 1 | 0 | 11 | 5  | +6 |
| Bielorussia | 7    | 3 | 2 | 1 | 0 | 10 | 5  | +5 |
| Ungheria    | 3    | 3 | 1 | 0 | 2 | 4  | 6  | -2 |
| Inghilterra | 0    | 3 | 0 | 0 | 3 | 3  | 12 | -9 |

| Arbitri: | Cristiano Santos Antonios Adamopoulos Costas Nicolaou |

|                                          |           |  |
| Nagy 1'11'’ Horváth 9'10'’ Dróth 37'50'’ | Marcatori |  |

| Arbitri: | Saša Tomić Costas Nicolaou Antonios Adamopoulos |

|                                          |           |                                                 |
| Musumeci 13'31'’ Merlim 30'17'’, 39'39'’ | Marcatori | 0'47'’ Krikun 5'06'’ Matveenko 8'32'’ Olshevski |

| Arbitri: | Antonios Adamopoulos Saša Tomić Cristiano Santos |

|                                  |           |  |
| Zhigalko 27'55'’ Rogovik 37'33'’ | Marcatori |  |

| Arbitri: | Costas Nicolaou Cristiano Santos Saša Tomić |

|                                                            |           |                      |
| Merlim 21'34'’, 23'04'’ De Luca 34'57'’ Mammarella 39'35'’ | Marcatori | 38'40'’ (rig.) Rexha |

| Arbitri: | Saša Tomić Cristiano Santos Costas Nicolaou |

|               |           |                                                          |
| Dróth 29'24'’ | Marcatori | 12'30'’, 35'31'’ Canal 18'58'’ Marcelinho 30'56'’ Romano |

| Arbitri: | Costas Nicolaou Antonios Adamopoulos Cristiano Santos |

|                               |           |                                                                          |
| Bettson 39'16'’ Rexha 39'52'’ | Marcatori | 12'38'’ Rogovik 15'22'’ Zhigalko 23'16'’ Krikun 39'25'’, 39'38'’ Gusakov |

### Gruppo 5
| Squadra     | P.ti | G | V | N | P | GF | GS | DR  |
| ----------- | ---- | - | - | - | - | -- | -- | --- |
| Kazakistan  | 9    | 3 | 3 | 0 | 0 | 13 | 2  | +11 |
| Romania (H) | 4    | 3 | 1 | 1 | 1 | 6  | 6  | 0   |
| Paesi Bassi | 2    | 3 | 0 | 2 | 1 | 5  | 10 | -5  |
| Albania     | 1    | 3 | 0 | 1 | 2 | 5  | 11 | -6  |

| Arbitri: | Vitali Rakutski Yevhen Hordiienko Fredric Nilholt |

|                                                                           |           |  |
| Akbalikov 5'15'’ Taynan 25'19'’ Douglas Júnior 30'18'’ Tūrsağūlov 36'41'’ | Marcatori |  |

| Arbitri: | Angelo Galante Fredric Nilholt Yevhen Hordiienko |

|               |           |                  |
| Stoica 8'51'’ | Marcatori | 4'54'’ Velseboer |

| Arbitri: | Fredric Nilholt Vitali Rakutski Angelo Galante |

|  |           |                                                                       |
|  | Marcatori | 0'22'’, 20'27'’, 34'43'’ Douglas Júnior 14'29'’ Higuita 39'56'’ Knaub |

| Arbitri: | Yevhen Hordiienko Angelo Galante Vitali Rakutski |

|                                                |           |                    |
| Ferreira 1'39'’ Szöcs 13'00'’ C. Matei 19'19'’ | Marcatori | 30'21'’ A. Brahimi |

| Arbitri: | Yevhen Hordiienko Fredric Nilholt Vitali Rakutski |

|                                                            |           |                                                           |
| Alimi 25'42'’ Kaca 29'49'’ Alibegu 39'20'’ Mejzini 39'40'’ | Marcatori | 5'23'’, 16'12'’ Makraou 8'14'’ Martinus 33'01'’ Velseboer |

| Arbitri: | Angelo Galante Vitali Rakutski Fredric Nilholt |

|                                                |           |                                  |
| Taynan 5'45'’, 29'18'’, 39'31'’ Orazov 29'46'’ | Marcatori | 0'20'’ Valadares 3'29'’ C. Matei |

### Gruppo 6
| Squadra     | P.ti | G | V | N | P | GF | GS | DR  |
| ----------- | ---- | - | - | - | - | -- | -- | --- |
| Serbia      | 9    | 3 | 3 | 0 | 0 | 14 | 5  | +9  |
| Francia (H) | 6    | 3 | 2 | 0 | 1 | 12 | 9  | +3  |
| Belgio      | 3    | 3 | 1 | 0 | 2 | 13 | 10 | +3  |
| Svizzera    | 0    | 3 | 0 | 0 | 3 | 4  | 19 | -15 |

| Arbitri: | Tomasz Frak Sarunas Tamulynas Iurii Neverov |

| |           |  |
| Petrov 12'55'’, 14'29'’ Simić 15'20'’ Lazarević 16'00'’ Vukadinović 23'49'’ Radovanović 27'07'’ Ramić 32'51'’ | Marcatori |  |

| Arbitri: | Juan José Cordero Iurii Neverov Sarunas Tamulynas |

|                                                                      |           |                                                        |
| Alla 6'27'’, 29'11'’ Belhaj 17'19'’ Ramírez 34'06'’ Mohammed 35'54'’ | Marcatori | 33'54'’ Ghislandi 37'31’ Adnane 38'50'’ (aut.) Ramírez |

| Arbitri: | Sarunas Tamulynas Juan José Cordero Tomasz Frak |

|                           |           |                            |
| Dujacquier 37'58'’ (t.l.) | Marcatori | 0'30'’ Pršić 38'53'’ Rakić |

| Arbitri: | Iurii Neverov Tomasz Frak Juan José Cordero |

|                                                 |           |                     |
| Kebe 6'17'’ Mohammed 16'46'’ Mouhoudine 33'54'’ | Marcatori | 39'43'’ Facchinetti |

| Arbitri: | Iurii Neverov Sarunas Tamulynas Tomasz Frak |

|                                             |           | |
| Facchinetti 5'10'’, 38'22'’ Buckson 32'17'’ | Marcatori | 8'17'’, 35'31'’ Ettalaki 18'23'’ Dujacquier 22'23'’, 39'03'’ Rahou 30'51'’ Adnane 31'51'’, 32'55'’, 39'22'’ Ouadi |

| Arbitri: | Juan José Cordero Tomasz Frak Sarunas Tamulynas |

|                                                                                |           |                                                       |
| Lazarević 4'24'’ Rakić 9'59'’, 23'31'’ (rig.) Tomić 22'07'’ Momčilović 39'52'’ | Marcatori | 22'36'’ Soumaré 23'51'’ Kebe 33'56'’, 34'50'’ Ramírez |

### Gruppo 7
| Squadra              | P.ti | G | V | N | P | GF | GS | DR |
| -------------------- | ---- | - | - | - | - | -- | -- | -- |
| Russia               | 7    | 3 | 2 | 1 | 0 | 13 | 7  | +6 |
| Croazia (H)          | 7    | 3 | 2 | 1 | 0 | 9  | 3  | +6 |
| Bosnia ed Erzegovina | 3    | 3 | 1 | 0 | 2 | 8  | 11 | -3 |
| Svezia               | 0    | 3 | 0 | 0 | 3 | 7  | 16 | -9 |

| Arbitri: | Borislav Kolev Radim Cep Adrian Tschopp |

| |           |                                     |
| Kotlyarov 4'59'’, 12'26'’ Rômulo 8'16'’ Nijazov 8'45'’ Kudziev 9'24'’ Asadov 20'44'’ Antoškin 28'03'’ | Marcatori | 0'19'’, 19'43’ Zhubi 38'26'’ Hiseni |

| Arbitri: | Kamil Çetin Adrian Tschopp Radim Cep |

|                                                    |           |  |
| L. Suton 7'44'’, 22'01'’, 22'26'’ Jelovčić 17'49'’ | Marcatori |  |

| Arbitri: | Radim Cep Kamil Çetin Borislav Kolev |

|                                        |           |                                                               |
| S. Ivanković 22'44'’ Milanović 35'53'’ | Marcatori | 14'14'’ Antoškin 18'34'’ Kudziev 29'04'’ Asadov 33'00'’ Demin |

| Arbitri: | Adrian Tschopp Borislav Kolev Kamil Çetin |

|                                             |           |                |
| Kanjuh 8'30'’ Novak 33'28'’ Perišić 35'03'’ | Marcatori | 17'03'’ Legiec |

| Arbitri: | Radim Cep Adrian Tschopp Kamil Çetin |

|                                            |           |                                                                                         |
| Smajlovic 32'50'’, 39'24'’ Kadivar 38'20'’ | Marcatori | 1'22'’ Radmilović 12'01'’ Kahvedžić 19'14'’, 39'32'’ Perković 34'03'’, 37'13'’ Bošković |

| Arbitri: | Borislav Kolev Kamil Çetin Adrian Tschopp |

|                                |           |                                |
| Davydov 11'03'’ Asadov 12'56'’ | Marcatori | 19'19'’ Jelovčić 38'48'’ Novak |

### Gruppo 8
| Squadra        | P.ti | G | V | N | P | GF | GS | DR  |
| -------------- | ---- | - | - | - | - | -- | -- | --- |
| Portogallo (H) | 9    | 3 | 3 | 0 | 0 | 13 | 1  | +12 |
| Rep. Ceca      | 6    | 3 | 2 | 0 | 1 | 11 | 5  | +6  |
| Lettonia       | 3    | 3 | 1 | 0 | 2 | 8  | 13 | -5  |
| Germania       | 0    | 3 | 0 | 0 | 3 | 2  | 15 | -13 |

| Arbitri: | Vladimir Kadykov Vladan Radulović Idan Berenshtein |

|                                        |           |  |
| Vnuk 9'05'’ Holý 9'56'’ Záruba 37'02'’ | Marcatori |  |

| Arbitri: | Admir Zahovič Idan Berenshtein Vladan Radulović |

|                                                               |           |  |
| Cardinal 5'33'’ Cary 7'09'’ Moreira 31'43'’ B. Coelho 38'38'’ | Marcatori |  |

| Arbitri: | Idan Berenshtein Vladimir Kadykov Admir Zahovič |

|                   |           |                                                                                                 |
| Baklanovs 32'33'’ | Marcatori | 0'21'’ Holý 16'36'’, 35'14'’ Seidler 26'56'’, 31'41'’ Rešetár 32'21'’ Koudelka 35'27'’ Slováček |

| Arbitri: | Vladan Radulović Admir Zahovič Vladimir Kadykov |

|                                                                 |           |  |
| Cecílio 15'29'’ Cary 16'23'’ Cardinal 23'30'’, 38'50'’, 39'19'’ | Marcatori |  |

| Arbitri: | Vladan Radulović Idan Berenshtein Vladimir Kadykov |

|                         |           | |
| Wittig 35'51'’, 36'52'’ | Marcatori | 2'44'’ Jerofejevs 9'01'’ Baklanovs 13'48'’ Strazdiņš 22'23'’ Koļesņikovs 25'14'’, 39'24'’ Matjušenko 26'23'’ Halimons |

| Arbitri: | Admir Zahovič Vladimir Kadykov Idan Berenshtein |

|                 |           |                                                              |
| Seidler 14'45'’ | Marcatori | 11'21'’ B. Coelho 17'59'’, 39'56'’ Ricardinho 33'48'’ Varela |

## Turno élite
I sorteggi per il turno élite e i playoff si sono tenuti il 7 Novembre 2019 alle 14:15 CET (UTC+1), nel quartier generale dell'UEFA a Nyon, in Svizzera. Per il turno élite, le 16 squadre sono state sorteggiate in 4 gruppi di quattro, contenenti una delle 4 squadre con il miglio ranking tra le vincitrici dei gironi del turno principale (posizione 1), un'altra vincitrice dal turno principale (posizione 2) e due seconde classificate del turno principale (posizioni 3 e 4). Dapprima si è tenuto un sorteggio per selezionare le quattro organizzatrici fra le sette potenziali, allocate nei gruppi secondo la loro posizione. Successivamente, le 12 squadre rimanenti (incluse le potenziali organizzatrici non selezionate) sono state sorteggiate in accordo con la loro posizione.
Squadre provenienti dallo stesso gruppo del turno principale potevano essere sorteggiate nello stesso girone. A causa della decisione dell'UEFA Emergency Panel, Russia e Ucraina non potevano essere sorteggiate nello stesso girone.
Legend
- (Rank): Ranking per il sorteggio[2]
- (H): Organizzatrici selezionate per il turno élite
- (h): Organizzatrici non selezionate per il turno élite

| Gruppo    | Vincitrici                           | Seconde            |
| --------- | ------------------------------------ | ------------------ |
| Posizione | Posizione 1 (migliori 4 del ranking) | Posizione 3 o 4    |
| Posizione | Posizione 2 (altre)                  | Posizione 3 o 4    |
| 1         | Spagna (2) (h)                       | Finlandia (23)     |
| 2         | Slovenia (9)                         | Ucraina (5) (h)    |
| 3         | Azerbaigian (6)                      | Slovacchia (16)    |
| 4         | Italia (7)                           | Bielorussia (17)   |
| 5         | Kazakistan (4)                       | Romania (13)       |
| 6         | Serbia (8) (H)                       | Francia (15)       |
| 7         | Russia (1) (h)                       | Croazia (10) (H)   |
| 8         | Portogallo (3) (H)                   | Rep. Ceca (12) (H) |

Le prime classificate di ogni girone si qualificano alla fase finale. Le seconde classificate avanzano ai playoff.
Gli orari sono CET (UTC+1), come indicato dalla UEFA. Gli orari locali, se differenti, sono indicati tra parentesi. (H) indica le squadre organizzatrici.

### Gruppo A
| Squadra        | P.ti | G | V | N | P | GF | GS | DR |
| -------------- | ---- | - | - | - | - | -- | -- | -- |
| Portogallo (H) | 7    | 3 | 2 | 1 | 0 | 8  | 4  | +4 |
| Finlandia      | 5    | 3 | 1 | 2 | 0 | 8  | 6  | +2 |
| Italia         | 4    | 3 | 1 | 1 | 1 | 8  | 9  | -1 |
| Bielorussia    | 0    | 3 | 0 | 0 | 3 | 6  | 11 | -5 |

| Arbitri: | Alejandro Martinez Flores David Urdánoz Javier Moreno |

|                                                    |           |                            |
| J. Kytölä 13'12'’ (aut.) Marcelinho 19'14'’ (t.l.) | Marcatori | 7'15'’ Hosio 17'27'’ Junno |

| Arbitri: | Juan José Cordero Javier Moreno David Urdánoz |

|                               |           |                 |
| Cardinal 27'23’ Brito 32'00'’ | Marcatori | 19'11'’ Rogovik |

| Arbitri: | David Urdánoz Alejandro Martinez Flores Juan José Cordero |

|                                                 |           |                                                                     |
| Zharikov 9'46'’ Selyuk 25'18'’ Zhigalko 39'54'’ | Marcatori | 5'49'’, 15'29'’ De Oliveira 8'34'’, 37'18'’ Murilo 17'23'’ V. Mello |

| Arbitri: | Javier Moreno Juan José Cordero Alejandro Martinez Flores |

|                                           |           |                                  |
| B. Coelho 38'11'’ (t.l.) Cardinal 39'12'’ | Marcatori | 15'40'’ Jyrkiäinen 28'51'’ Hosio |

| Arbitri: | Alejandro Martinez Flores Juan José Cordero Gallardo Javier Moreno Reina |

|                                                                    |           |                                   |
| Teittinen 15'39'’ Junno 18'28'’ (t.l.), 30'02'’ Jyrkiäinen 24'03'’ | Marcatori | 14'53'’ Gorbenko 32'06'’ Zhigalko |

| Arbitri: | David Urdanoz Apezteguia Javier Moreno Reina Alejandro Martinez Flores |

|                |           |                                                            |
| Romano 39'48'’ | Marcatori | 10'20'’ Cecílio 16'05'’ Varela 39'14'’, 39'37'’ Ricardinho |

### Gruppo B
| Squadra    | P.ti | G | V | N | P | GF | GS | DR |
| ---------- | ---- | - | - | - | - | -- | -- | -- |
| Spagna     | 9    | 3 | 3 | 0 | 0 | 11 | 3  | +8 |
| Serbia (H) | 6    | 3 | 2 | 0 | 1 | 10 | 9  | +1 |
| Francia    | 1    | 3 | 0 | 1 | 2 | 5  | 9  | -4 |
| Ucraina    | 1    | 3 | 0 | 1 | 2 | 5  | 10 | -5 |

| Arbitri: | Miguel Castilho Filipe Duarte Cristiano Santos |

|                                                                   |           |                                 |
| Pršić 11'54'’, 21'34'’ Petrov 14'22'’ Tomić 29'27'’ Rakić 30'46'’ | Marcatori | 29'39'’ Fareniuk 38'16'’ Korsun |

| Arbitri: | Eduardo Coelho Cristiano Santos Filipe Duarte |

|                                            |           |              |
| Solano 24'26'’ Bebe 30'56'’ Campos 36'34'’ | Marcatori | 37'50'’ Alla |

| Arbitri: | Filipe Duarte Eduardo Coelho Miguel Castilho |

|                                                          |           |                              |
| Rakić 6'20'’ Simić 28'04'’ Tomić 32'17'’ Aleksić 39'51'’ | Marcatori | 2'06'’ Lutin 22'51'’ Ramírez |

| Arbitri: | Cristiano Santos Miguel Castilho Eduardo Coelho |

|                  |           |                                                    |
| Malyshko 30'08'’ | Marcatori | 0'40'’ (rig.) Ortiz 18'14'’ (t.l.), 32'25'’ Lozano |

| Arbitri: | Cristiano José Cardoso Santos Filipe Gonçalo Santos Duarte Miguel Castilho |

|                                          |           |                             |
| Mouhoudine 9'35'’ Ramírez 12'26'’ (rig.) | Marcatori | 6'27’ Žurba 28'18'’ Pediash |

| Arbitri: | Eduardo Fernandes Coelho Miguel Castilho Filipe Gonçalo Santos Duarte |

|                                                             |           |                      |
| Bebe 3'18’, 33'11'’ R. Gómez 6'25'’ Adolfo 36'30'’, 38'11'’ | Marcatori | 26'39'’ (rig.) Pršić |

### Gruppo C
| Squadra     | P.ti | G | V | N | P | GF | GS | DR |
| ----------- | ---- | - | - | - | - | -- | -- | -- |
| Russia      | 6    | 3 | 2 | 0 | 1 | 14 | 8  | +6 |
| Croazia (H) | 6    | 3 | 2 | 0 | 1 | 8  | 6  | +2 |
| Azerbaigian | 4    | 3 | 1 | 1 | 1 | 7  | 8  | -1 |
| Slovacchia  | 1    | 3 | 1 | 0 | 2 | 6  | 13 | -7 |

| Arbitri: | Chiara Perona Alessandro Malfer Nicola Manzione |

|                                                                                                  |           |                   |
| Antoškin 4'51'’, 32'52'’ Davydov 9'40'’ Robinho 14'37'’ É. Lima 21'38'’, 29'46'’ Nijazov 28'53'’ | Marcatori | 15'39'’ Drahovský |

| Arbitri: | Angelo Galante Nicola Manzione Alessandro Malfer |

|                               |           |  |
| Perić 3'02'’ Jelovčić 37'40'’ | Marcatori |  |

| Arbitri: | Alessandro Malfer Angelo Galante Chiara Perona |

|                                                       |           |                                                 |
| Vilela 1'44'’ Éverton 33'31'’, 39'24'’ Atayev 36'45'’ | Marcatori | 15'28'’ Rômulo 17'19'’ Davydov 39'40'’ Antoškin |

| Arbitri: | Nicola Manzione Chiara Perona Angelo Galante |

|                                                     |           |                               |
| Kanjuh 7'52'’ Jelovčić 30'52'’ Novak 38'23'’ (rig.) | Marcatori | 29'06'’ Zdráhal 31'23'’ Kozár |

| Arbitri: | Angelo Galante Chiara Perona Nicola Manzione |

|                                              |           |                                                        |
| Hudek 8'10'’ Ševčík 30'42'’ Kyjovský 39'50'’ | Marcatori | 16'21'’ Vilela 28'51'’ (aut.) Kyjovský 39'57'’ Bolinha |

| Arbitri: | Alessandro Malfer Nicola Manzione Chiara Perona |

|                                                                |           |                                               |
| É. Lima 6'38'’, 16'50'’ L. Suton 17'01'’ (aut.) Rômulo 38'58'’ | Marcatori | 15'24'’ Bajrušović 32'32'’, 39'26'’ Matošević |

### Gruppo D
| Squadra       | P.ti | G | V | N | P | GF | GS | DR |
| ------------- | ---- | - | - | - | - | -- | -- | -- |
| Kazakistan    | 6    | 3 | 2 | 0 | 1 | 10 | 8  | +2 |
| Rep. Ceca (H) | 6    | 3 | 2 | 0 | 1 | 9  | 6  | +3 |
| Romania       | 4    | 3 | 1 | 1 | 1 | 7  | 9  | -2 |
| Slovenia      | 1    | 3 | 0 | 1 | 2 | 8  | 11 | -3 |

| Arbitri: | Ivan Shabanov Iurii Neverov Irina Velikanova |

|                                                  |           |                  |
| Holý 9'19'’ Vnuk 18'16'’ Koudelka 37'49'’ (rig.) | Marcatori | 34'53'’ Fideršek |

| Arbitri: | Vladimir Kadykov Irina Velikanova Iurii Neverov |

|                 |           |                                                |
| Higuita 38'53'’ | Marcatori | 1'30'’ Stoica 32'42'’ Valadares 33'13'’ Toniţă |

| Arbitri: | Irina Velikanova Ivan Shabanov Vladimir Kadykov |

|                                                              |           |  |
| Seidler 0'38'’, 38'34'’ (t.l.) Holý 20'36'’ Koudelka 35'29'’ | Marcatori |  |

| Arbitri: | Iurii Neverov Vladimir Kadykov Ivan Shabanov |

|                                              |           |                                                                                 |
| Fideršek 27'06'’ Fetić 30'09'’ Čujec 33'40'’ | Marcatori | 17'58'’ Akbalikov 31'48'’ Douglas Júnior 37'07'’ Léo Jaraguá 39'25'’ Tūrsağūlov |

| Arbitri: | Vladimir Kadykov Ivan Shabanov Iurii Neverov |

|                                                          |           |                                                       |
| C. Matei 10'06'’, 18'22'’ (rig.), 27'42'’ Toniţă 37'14'’ | Marcatori | 16'19'’ Čeh 37'16'’ Čujec 39'36'’ Hozjan 39'44'’ Turk |

| Arbitri: | Irina Velikanova Iurii Neverov Ivan Shabanov |

|                                                              |           |                             |
| Douglas Júnior 2'38'’, 3'43'’, 22'34'’ Taynan 3'55'’, 37'57’ | Marcatori | 35'42'’ Holý 39'32'’ Vokoun |

## Play-off
L'identità delle quattro seconde classificate non era nota all'epoca del sorteggio. Russia e Ucraina non potevano essere sorteggiate l'una contro l'altra: se questa ipotesi si fosse verificata, le squadre che avrebbero giocato il ritorno in casa sarebbero state scambiate.
Le squadre vincenti si qualificano alla fase finale. Gli orari delle partite sono CET (UTC+1), come indicato dalla UEFA. Gli orari locali, se differenti, sono indicati tra parentesi.
| Squadra 1 | Totale          | Squadra 2 | Andata | Ritorno     |
| --------- | --------------- | --------- | ------ | ----------- |
| Croazia   | 4 - 4 (5-6 dtr) | Rep. Ceca | 2 - 2  | 2 - 2 (dts) |
| Serbia    | 6 - 5           | Finlandia | 1 - 0  | 5 - 5       |

### Andata
| Arbitri: | Eduardo Fernandes Coelho Cristiano José Cardoso Santos Oliver Nikolic |
| Crono:   | Spasoje Kolak                                                         |

|               |           |  |
| Pršić 28'09'’ | Marcatori |  |

| Arbitri: | Juan José Cordero Gallardo Alejandro Martinez Flores Ibrahim El Jilali |
| Crono:   | Josip Dujmic                                                           |

|                                    |           |                               |
| Novak 19'26'’ (t.l.) Đuraš 26'25'’ | Marcatori | 9'20'’ Záruba 11'14'’ Rešetár |

### Ritorno
| Arbitri: | Cédric Pelissier Victor Berg-Audic Ondřej Černý |
| Crono:   | Radim Cep                                       |

|                                                            |                      |                                                                 |
| Holý 6'52'’ Záruba 19'24'’                                 | Marcatori            | 3'33'’ Novak 16'53'’ Matošević                                  |
| Koudelka Vnuk Holý Záruba Seidler Křivanek Slováček Vokoun | Tiri di rigore 6 – 5 | Marinović Jelovčić J. Suton Perić Kanjuh Horvat Đuraš Matošević |

| Arbitri: | Gábor Kovács Balázs Farkas Kirill Naishouler |
| Crono:   | Oskari Tuomi                                 |

|                                                                              |           |                                                                    |
| Pikkarainen 3'19'’ Autio 10'02'’, 31'28'’ Grönholm 14'03'’ J. Kytölä 38'50'’ | Marcatori | 1'11'’ Pršić 11'10'’, 23'28'’, 28'25'’ Lazarević 36'32'’ Stojković |

## Classifica marcatori
- Turno preliminare: Sono state segnate 323 reti in 48 incontri (6,73 gol per partita).
- Turno principale: Sono state segnate 280 reti in 48 incontri (5,83 gol per partita).
- Turno élite: Sono state segnate 130 reti in 24 incontri (5,42 gol per partita).
- Play-Off: Sono state segnate 19 reti in 4 incontri (4,75 gol per partita).
- Totale: Sono state segnate 752 reti in 124 incontri (6,06 gol per partita).

— Squadra eliminata / inattiva in questo turno.
| Pos. | Giocatore              | PR | MR | ER | PO | Totale |
| ---- | ---------------------- | -- | -- | -- | -- | ------ |
| 1    | Douglas Júnior         | —  | 4  | 4  | —  | 8      |
| 1    | Mats Velseboer         | 6  | 2  | —  | —  | 8      |
| 1    | Anel Radmilović        | 7  | 1  | —  | —  | 8      |
| 4    | Alessandro Facchinetti | 4  | 3  | —  | —  | 7      |
| 4    | Ramadan Alaj           | 6  | 1  | —  | —  | 7      |
| 4    | Nermin Kahvedžić       | 6  | 1  | —  | —  | 7      |
| 4    | Cristian Obadă         | 6  | 1  | —  | —  | 7      |
| 8    | Marko Pršić            | —  | 1  | 3  | 2  | 6      |
| 8    | Michal Holý            | —  | 2  | 3  | 1  | 6      |
| 8    | Fernando Cardinal      | —  | 4  | 2  | —  | 6      |
| 8    | Kristjan Čujec         | —  | 4  | 2  | —  | 6      |
| 8    | Taynan                 | —  | 4  | 2  | —  | 6      |
| 8    | Miika Hosio            | 2  | 2  | 2  | 0  | 6      |
| 8    | Tomáš Drahovský        | —  | 5  | 1  | —  | 6      |
| 8    | Panu Autio             | 2  | 2  | 0  | 2  | 6      |
| 8    | Andrei Negara          | 3  | 3  | —  | —  | 6      |
| 8    | Valentin Dujacquier    | 4  | 2  | —  | —  | 6      |
| 8    | Thales Feitosa         | 4  | 2  | —  | —  | 6      |
| 8    | Sergiu Tacot           | 5  | 1  | —  | —  | 6      |
| 20   | Artëm Antoškin         | —  | 2  | 3  | —  | 5      |
| 20   | Cristian Matei         | —  | 2  | 3  | —  | 5      |
| 20   | Stefan Rakić           | —  | 3  | 2  | 0  | 5      |
| 20   | Kevin Ramírez          | —  | 3  | 2  | —  | 5      |
| 20   | Michal Seidler         | —  | 3  | 2  | 0  | 5      |
| 20   | Vladimir Zhigalko      | 1  | 2  | 2  | —  | 5      |
| 20   | Juhana Jyrkiäinen      | 2  | 1  | 2  | 0  | 5      |
| 20   | Tihomir Novak          | —  | 2  | 1  | 2  | 5      |
| 20   | Bolinha                | —  | 4  | 1  | —  | 5      |
| 20   | Jovan Lazarević        | —  | 2  | 0  | 3  | 5      |
| 20   | Jukka Kytölä           | 3  | 1  | 0  | 1  | 5      |
| 20   | Souliemane Ouadi       | 2  | 3  | —  | —  | 5      |
| 20   | Ibrahim Adnane         | 3  | 2  | —  | —  | 5      |
| 20   | Germans Matjušenko     | 3  | 2  | —  | —  | 5      |
| 20   | Petrit Zhubi           | 3  | 2  | —  | —  | 5      |
| 20   | Andrian Laşcu          | 4  | 1  | —  | —  | 5      |
| 20   | Sadat Ziberi           | 4  | 1  | —  | —  | 5      |
| 20   | Lucas Diniz            | 5  | 0  | —  | —  | 5      |
| 38   | Éder Lima              | —  | 0  | 4  | —  | 4      |
| 38   | Bebe                   | —  | 1  | 3  | —  | 4      |
| 38   | Jarmo Junno            | 1  | 0  | 3  | 0  | 4      |
| 38   | Franko Jelovčić        | —  | 2  | 2  | 0  | 4      |
| 38   | Ricardinho             | —  | 2  | 2  | —  | 4      |
| 38   | Žiga Čeh               | —  | 3  | 1  | —  | 4      |
| 38   | Alex Merlim            | —  | 4  | 0  | —  | 4      |
| 38   | Archil Sebiskveradze   | 1  | 3  | —  | —  | 4      |
| 38   | Artjoms Koļesņikovs    | 3  | 1  | —  | —  | 4      |
| 38   | Ivan Krstevski         | 3  | 1  | —  | —  | 4      |
| 38   | Kristian Legiec        | 3  | 1  | —  | —  | 4      |
| 38   | Marijo Aladžić         | 4  | 0  | —  | —  | 4      |
| 38   | Richard Ward           | 4  | 0  | —  | —  | 4      |
| 38   | Nikos Chadjigeorgiou   | 4  | —  | —  | —  | 4      |
| 38   | Kevin Jørgensen        | 4  | —  | —  | —  | 4      |
| 38   | Angelos Perikleous     | 4  | —  | —  | —  | 4      |

## Squadre qualificate al campionato mondiale
Le seguenti squadre si sono qualificate alla FIFA Futsal World Cup 2021:
| Qualificate | In qualità di                   | Data             | Pres. | Part.                                          | Miglior risultato       |
| ----------- | ------------------------------- | ---------------- | ----- | ---------------------------------------------- | ----------------------- |
| Lituania    | Organizzatrice                  | 26 ottobre 2018  | 1ª    | /                                              | Esordiente              |
| Russia      | Vincitrice Gruppo C turno élite | 1º febbraio 2020 | 7ª    | 1992, 1996, 2000, 2008, 2012, 2016             | 2º posto (2016)         |
| Portogallo  | Vincitrice Gruppo A turno élite | 2 febbraio 2020  | 6ª    | 2000, 2004, 2008, 2012, 2016                   | 3º posto (2000)         |
| Spagna      | Vincitrice Gruppo B turno élite | 4 febbraio 2020  | 9ª    | 1989, 1992, 1996, 2000, 2004, 2008, 2012, 2016 | Campione (2000, 2004)   |
| Kazakistan  | Vincitrice Gruppo D turno élite | 5 febbraio 2020  | 3ª    | 2000, 2016                                     | Ottavi di finale (2016) |
| Rep. Ceca   | Vincitrice Playoff              | 10 novembre 2020 | 4ª    | 2004, 2008, 2012                               | Secondo turno (2004)    |
| Serbia      | Vincitrice Playoff              | 9 dicembre 2020  | 2ª    | 2012                                           | Ottavi di finale (2012) |

Nota bene: nella sezione "partecipazioni precedenti" le date in grassetto indicano che la nazione ha vinto quella edizione del torneo, mentre le date in corsivo indicano l'edizione ospitata da una determinata squadra.